# Mezőpanit
Mezőpanit (románul Pănet) községközpont Romániában, Maros megyében, a Székely-Mezőség második legnépesebb települése.

## Földrajzi adatok
A falu Marosvásárhelytől 13 km-re nyugatra, a Székely-Mezőség szívében (Marosi-Mezőség délkeleti szélén) a Rét (Panit, Kövesd, Gúnya)-patak völgyében fekszik.
Adminisztratív-területi felosztás szerint: Maros megye, Mezőpanit község, Románia. 1968-tól Mezőpanit községhez tartoznak a következő falvak: Székelykövesd, Harcó, Mezőbergenye és Csittszentiván. A község a Marosvásárhely Metropoliszövezethez tartozik.
A terület felszíne jellegzetes mezőségi dombvidék, ahol a dombok átlagos magassága 300–400 m, de ritkán meghaladja a 450 m-t is. Ilyen például a Lyuk- és Oltvány Tető, amely 477 m magas. A vidék széles dombháti és lankás lejtői ritkán haladják meg a 14-16 fokot, de a Marosvásárhely felőli dombok nagy esésű lejtőket képeznek, amelyek helyenként elérik a 40 fokot is. A község területének legalacsonyabb tengerszint fölötti magassága 315 m.
A község területe geológiai szempontból az Erdélyi Mezőséghez tartozik, amelyet északon a Nagy Szamos, északnyugaton a Kis Szamos, délen a Maros és Nyárád völgye határol, s amely szerves részét képezi az Erdélyi-medencének.
Folklór-kultúra szempontjából a Székely-Mezőséghez tartozik, ezt bizonyítják a mezőségi népdalok, ugyanakkor székely eredetét a falunak a székely népviselet (székely-ruha, székely-nadrág).

## Története
A falunak már 1332-ben volt temploma, ekkor Pambus néven említik. 1431-ben Panijth néven szerepel. Kizárólag székely lakosságú falu volt, akik Háromszékről települtek ide. A 16. században lakossága a református hitre tért.
A különböző korszakok emberének jelenlétét igazolják a pattintott kőszerszámok, kőbalták, bronzvésők, lándzsahegyek, nyílhegyek és számos égetett fekete kerámia edények, amelyek szántáskor vagy egy-egy épület alapozásakor kerültek a felszínre. 1976-ban, Panitban, az új iskola építésekor, azaz az alap kiásásakor, késő vaskorszaki sír került elő csont- és edénymaradványokkal, amelyek szakemberek megállapítása szerint a hallstatti kultúrához tartozik. 1980 telén, Csittszentiván területén hasonló leletekre bukkantak, ezúttal csatornázás alkalmával. Panit területe a népvándorlás korában lakott település volt. 1954-ben Panit területén (az Alszegen) Nagy János kútásás közben két rézpénzt talált, melyek az 1163 január 14-től, 1163 június 19-ig a magyar trónon uralkodó IV. István rézpénze volt. E pénzek a panitiak által kerültek a községbe, akik az ő seregében harcoltak. Ezen leletek utalnak arra, hogy a terület már a középkorban lakott volt.
A község mai lakóinak eredetéről írásos emlék nincs. A hagyomány szerint Háromszékről telepedtek le erre a helyre, amelyet a harcban tanúsított vitézségükért kaptak a székely vitézek.
A községhez tartozó falvak neveit megtaláljuk a feljegyzésekben, miszerint: 1333-ban Székelykövesd Keowesdh, Harcó Hudzow, Csittszentiván Siván Sanctus Johannes néven, 1442-ben Bergenye Boergenye néven volt számontartva.
A Mezőpanit megnevezés az idők folyamán számtalanszor módosult. Panit első említése 1332-es pápai dézsmát szolgáltató falvak névsorában találjuk meg, Pambus néven feljegyezve, amikor Johannes nevű papja 4 régi banálist és 2 dénárt fizetett pápai tizedként. Ekkor a falunak már volt temploma. Az 1567. évi lajstromban 10 kapuval szerepelt. A Panit név egy régi személynévből ered. Már az 1800-as évektől a ma ismert formában használják. A középkorban katolikus falu volt, de a reformáció után a 16. században református faluvá alakult át. Innen származott a fejedelemségben jelentős szerepet betöltő Alárdi család. 1856-ban a falut tűzvész pusztította. A trianoni békeszerződésig Maros-Torda vármegye Marosi alsó járásához tartozott.
Keletre a Lyuk-Tető csúcsa emelkedik, nyugatra az Agyagos, melynek egyik része a Borsfű. Nevét a borsfabokrokról kapta. A hagyomány szerint egy idevaló harcos hozta a fát, Törökországból. A borsfa gyümölcsöt a nagy hideg miatt nem termett, de a fáját pipaszárkészítésre használták. A falu lakói híres dohánytermelők és szarvasmarha-tenyésztők.

## Demográfiai adatok
1910-ben 1729 lakosából 1601 magyar, 117 román és 6 német volt. 1992-ben 2383 lakosából 2310 magyar, 73 román volt. A 2002-ben végzett népszámlálás szerint az összlakosság 2307, amiből 2232 magyar, 75 román.

## A terület éghajlata
Hőmérséklet
A község területének éghajlata mérsékelt kontinentális.
A hőmérsékleti viszonyokat az 1896–1955-ös időszakra számított átlagértékek jellemzik, melyek szerint Marosvásárhelyen és környékén –tehát Mezőpaniton is- az évi középhőmérséklet átlagértéke 8-9 °C között váltakozik. A leghidegebb hónap január, ennek középhőmérséklete –3 és -4 °C között váltakozik. A kontinentális éghajlatra jellemző hőmérsékleti abszolút értékek, az abszolút maximum és abszolút minimum nagy ingadozást mutat.
Csapadékviszonyai
Az évi csapadékmennyiség a község területén 500–600 mm között ingadozik. Ez által tartozik a község az Erdélyi medence közepesen száraz vidékeihez.
Marosvásárhely klímadiagramja azt mutatja, hogy a vidék csapadékelosztása nagyjából kiegyensúlyozott: a nyári hónapokban lehullott csapadékmennyiség fedezi a párolgás útján elvesző vizet, s általában kielégíti a növényzet szükségletét is. A csapadékmennyiség azonban évente nagy különbségeket mutat: például az 1970, 1972 és 1975-ös esztendőkben nagyon sok csapadék hullott, ami jóval meghaladta az évi átlagot.
A levegő páratartalma is módosul: januárban 76%, áprilisban 66%, októberben 74% (havi átlag) volt. Az évi átlag 72%, ez tökéletesen megfelel a növények szükségleteinek.
Több évi megfigyelés azt mutatja, hogy a telek általában enyhébbek, így Mezőpaniton az évi középhőmérséklet 1976-ban 12,4 °C, 1977-ben 11,2 °C volt. Hidegebb volt az 1981–1982-es évi tél, amikor a téli átlag -6 °C alatt volt.
Uralkodó szelei
A szelek északnyugatiak, amelyek főleg télen és tavasszal éreztetik hatásukat. A mezőpaniti völgy jórészt védett, csak a déli részen erősebbek a légáramlatok, amelyek télen hótorlaszokat hordanak össze.
Vízhálózata
Székelykövesd, a végfalu, határából ered a Gúnya-patak, amely átfolyik Harcón, majd Mezőpaniton, de itt még beleömlenek a mellékvölgyek kisebb patakjai, mint a Telek, Eöstér pataka, valamint a Tyúkszó és a Ropó pataka. E patakok vizét nyáron öntözésre használják.
Az ivóvizet kutak biztosítják. Minden teleknek van kútja, de ez a 20. századig nem volt így, hanem néhány bő és jóvizű kút vizét használta az egész község. Ilyen kút: Kövesden az Ombai kút, Márkuj kútja és a Falu kútja, Mezőpaniton a Hidegkút, a Közöskút, és az Ivókút.

## Talajtípusai
A község területének jellegzetes talajai:
- a barna erdei talaj a terület 70%-át teszi ki, humusztartalma 1,8–2,2%;
- a réti agyagtalaj a terület 10%-át teszi ki, humusztartalma 2,5–3,0%;
- a degradált csernozjom talaj a terület 10%-át teszi ki, humusztartalma 4–5%;
- a hordalékos öntéstalaj a terület 10%-át teszi ki, ezeken általában kaszálók vannak.

A talajok tápanyagtartalma gyenge és közepes, utoljára 1974-ben végeztek agrokémiai felmérést, amelyből az tűnik ki, hogy a jó terméseredmény elérése érdekében kell még istálló- és műtrágyát is használni.

## Növényzete
Az évezredek folyamán lezajlott geológiai, domborzati, éghajlati tényezők, valamint a flóramigrációk alakították ki a község természetes növényzetét.
A spontán flórát alkotó fajok zömét az eurázsiai és európai flóraelem csoporthoz tartozó növények képezik. Ezek nagy egyedszámban fordulnak elő. Kis egyedszámban találhatók a területen kontinentális, pontuszi, ponto-mediterráni és mediterráni flóraelemek.
A terület spontán növényzete cenotaxonomiai szempontból 17 főbb növénytársulást képeznek, melyek mezei, erdei, vízi és ruderális jellegűek.
A napos déli és délnyugati lejtők növénytársulásai:
- szőrös virágú árvalányhaj és csinos árvalányhaj
- barázdás csenkesz – törpe sás társulások
- zsálya, kakukkfű és pusztai mezei üröm társulások
- hosszúlevelű árvalányhaj – fogtekercs társulások
Az északi lejtők növénytársulásai:
-barázdás csenkesz és sovány csenkesz társulásai
A fás társulások:
-kocsányos és kocsánytalan tölgyesek
-gyertyános tölgyesek
-törpemandulások.
A nedves talajú völgyek társulásai:
-fehértippan társulások
-békaszittyós társulások
-fülemüleszittyó – erdei mentás társulások
-mocsári gólyahír társulások
-nádasok
-lókörmű, martilapus társulások
A rurális parlagos területek növénytársulásai:
-gyalogbodzások
-paréj és fodros lárom társulások
-sebforrasztó zsombor és fehér üröm társulások
Mezőpanit területén találunk olyan spontán flóraelemeket, amelyek nagyszámban fordulnak elő, de más vidéken nem lehet fellelni ezeket, ezért helyileg védett növénnyé nyilvánítandó: az erdei szellőrózsa, a farkas boroszlán, a kockás liliom, a törpemandula, a turbán-liliom és a nagy ezerjófű.
A község területén összegyűjtött növények 79 családba, 530 fajhoz tartoznak. Legnépesebb család a fészkesek (80 faj), ajakosok (39 faj), pillangósvirágúak (35 faj) és a pázsitfűfélék (29 faj) családjai. Ezen felméréseket 1980 körül Konrád Béla végezte, a Mezőpanit Általános Iskola biológia szakos tanára.

## Állatvilág
rovarok: csere-, kolorádó-, bimbólikasztó-, pattanó-, szarvas-, orrszarvú-, kőris-, csíkbogár, alma-eszelény, répabarkó, alma-, kukorica-, szőlőmoly, lótetű, mezei tücsök, zöldszöcske, olasz-, csergősáska, káposzta-, galagonyalepke, hétpettyes katicabogár stb. Ritkán fordul elő a hőscincér, a csibor, az éjjeli pávaszem, a fagyalszender.
halak: a patakokban: kövicsík, fenékjáró küllő
a Marosban: harcsa, balind, márna, csuka, paduc; ritka a sügér, a kárász
kétéltűek: erdei, varangyos, gyepi, leveli béka, kecskebéka, tarajos gőte
csúszó-mászók: réz-, vízisikló, lábatlan , fürge, zöld gyík
madarak: háziveréb, mezei veréb, balkáni gerle, sárga-, feketerigó, poszáta, légyfogó, zöldike, kerti rozsdafarkú, kék-, széncinke, kis- és középnagy harkály, zöld küllő, kakukk, mátyás szajkó, vércse, gyurgyalag, egerészölyv, szarka, csóka, vetési és dolmányos varjú, karvaly, fogoly, fürj, fácán, kuvik, erdei fülesbagoly, csergőréce, tőkés réce, bíbic, gémfélék, gólya, fecske; ritka a rétisas, a kabasólyom
emlősök: rovarevők: vakond, denevér, sün, cickány rágcsálók: mezei egér, mezei pocok, földikutya, hörcsög, vándorpatkány ragadozók: menyét, görény, róka, hermelin, vadmacska, farkas, vaddisznó; 1981 telén és nemrégiben medvét is láttak a kövesdi, ill. a mezőpaniti erdőkben; vadászati szempontból szép számban élnek: őzek, vaddisznók, mezei nyulak, fácánok.

## Tájtörténeti áttekintés
Mezőpanit község szép erdőkoszorúzta hegykebelben fekszik, hepe-hupás szakadékokkal, omlásokkal teljes gyenge határa van, művelése sok és nehéz munkát igényel.
Ezen az állapoton jelentős változás az államosítás után történt, a 60-as, 70-es években.
Zöld István, 2008-ban elhunyt köztisztviselő, az 1960-as években a Mezőpaniti Polgármesteri hivatalnál (akkor Néptanácsnak nevezték) dolgozott mint tanácselnök. Az ő elbeszélései szerint, az államosítás után a Néptanácsoknak meghagytak bizonyos földterületet, amivel gazdálkodhatott. A Mezőpaniti Néptanács úgy határozott, hogy ebből a területből kb. 200 ha területet beerdősít. Erre a célra az Erdészeti hivatal biztosított csertölgy (Quercus cerris), nyárfa (Populus alba) és bükkfa (Fagus silvatica) csemetéket.
Zöld István kihasználta a lehetőséget és fenyőcsemetéket rendelt az Erdészeti hivataltól. Az Erdészeti Hivatal döntése volt, hogy milyen fenyőt küld. Így kb. 50 – 60 ha fenyőerdőt telepítettek 1964 – 1973 között. Az erdei fenyő, feketefenyő, vörösfenyő csemetéket találomra, vegyesen ültették el, de külön a lombhullató csemetéktől.
Már a kiültetés után sok fenyőcsemete elpusztult, ami megmaradt az ma nagyon változatos képet mutat. A völgy bejáratánál, ami a legközelebb van Marosvásárhelyhez (valószínű a szennyezettség miatt) ritkábbak, gyengébbek a fenyőerdők. A völgyön befele haladva egyre sűrűbbek és szebbek ezek az erdők.
Egy másik növény, amit ebben az időben telepítettek a homoktövis (Hippophae rhadmnoides) kb. 20 ha területen. Ezt a növényt is az Erdészeti hivataltól kapta a község, és csak azt tudták róla, hogy alkalmas az erózió megakadályozására, ezért erózió veszélyének legjobban kitett domboldalra ültették. Ezt a domboldalt „Borsfűnek nevezik, mégpedig azért, mert e hegy tetején borsfa bokrok tenyésznek vadon, azok virágoznak, de gyümölcsük az éghajlat hidegsége miatt nem fejlődhetik ki. A hagyomány azt tartja, hogy azokat egy paniti harczos Törökországból hozta, ültette oda. Ha a gyümölcsét nem is, de fáját pipaszárnak felhasználják Panitnak híres dohányt füstölő lakói.” ( Orbán Balázs. Székelyföld leírása)
A borsfa bokrok ma már nem léteznek, de a homoktövis szépen fejlődik és szaporodik, néhol áthatolhatatlan sűrűségűvé vált.
Az 1965 utáni években még jelentős volt a gyümölcsösök telepítése a nem túl meredek domboldalakra. A csemetéket faiskolákból szerezték be, főleg almát, de meggyet, cseresznyét és szilvát is telepítettek kisebb területeken. Az almafajták közül a Batur, a Nyári piros, a Póni volt nagyon kedvelt és elterjedt. Később ültették a Jonathánt és a Golden Deliciost. Ezek egy része kiöregedett. Az 1990-es évben magántulajdonba visszakerült gyümölcsös mára már eléggé elhanyagolódott, mert az új tulajdonosoknak vagy nem volt anyagi lehetőségük fenntartani vagy nem tudták a gyümölcsöt értékesíteni. Egyesek már kivágták a gyümölcsfákat, hogy a területet szántóterületként hasznosíthassák.

## Látnivalók
- A falutól keletre emelkedő Lyuktető Kápolnának nevezett pontján egykor kápolna állott, mely a 18. század elején épülhetett és 1750-ben még megvolt.
- Református temploma a 15. században épült gótikus stílusban, később többször bővítették, de szentélye és kapubejárata eredeti. 1792-ben a nyugati részét meghosszabbítják és kőtornyot építenek hozzá. Addig fatorony állott mellette, amelyről 1633-ból van említés. Mivel ilyen régen készült, emlékműként tartjuk számon, akárcsak az
- 1800-as években emelt ortodox templomot, a haranglábbal, melyben az 1883-84-es esztendőkből való képeket, asztalterítőket és egyéb az ortodox rituáléból ismert kellékeket találunk.
- A másik ortodox templomot 2000 után kezdték építeni komoly állami támogatással.
- A Bethlen-kastély még az Alárdiak kezdték építeni, majd a 19. században klasszicista stílusban átépítették.